# Cornedo Vicentino
Cornedo Vicentino (deutsch veraltet: Karneid) ist eine norditalienische Gemeinde (comune) mit 11.672 Einwohnern (Stand 31. Dezember 2023) in der Provinz Vicenza in Venetien. 
Die Gemeinde liegt am Agno im Valle dell'Agno etwa 17 Kilometer nordwestlich von Vicenza und etwa 33 Kilometer nordöstlich von Verona. Das Gebiet gehört zu den Vizentiner Alpen. Eine kleine Erhebung ist der Monte Verlaldo.

## Gemeindepartnerschaften
- Sobradinho, Rio Grande do Sul seit 2002

## Persönlichkeiten
- Giovanni Lucato (1892–1962), römisch-katholischer Bischof von Isernia-Venafro